# Pelastoneurus cancioi
Pelastoneurus cancioi är en tvåvingeart som beskrevs av Octave Parent 1933. Pelastoneurus cancioi ingår i släktet Pelastoneurus och familjen styltflugor. Inga underarter finns listade i Catalogue of Life.